# خمج (جنس)
خَمْج جنس فطور مجهرية وحيد النوع من النوسيات وفصيلة الطوحيات. النوع الوحيد هو خمج النخيل.